# AG de la Quilla
AG de la Quilla (AG Carinae) és un estel variable en la constel·lació austral de la Quilla. Encara que és un dels estels més lluminosos de la Via Làctia, la gran distància que ens separa d'ell —aproximadament uns 6 kiloparsecs o 19.600 anys llum — i la pols interestel·lar que la llum troba en el seu recorregut fa que no sigui visible a ull nu.
AG de la Quilla és una variable lluminosa blava de tipus espectral B2. Aquesta classe d'estels són molt poc freqüents en la nostra galàxia i AG Carinae és una de les més conegudes. Aparentment l'estel està en una fase de ràpida transició entre una supergeganta blava de tipus espectral O i un estel de Wolf-Rayet. Amb una lluminositat un milió de vegades superior a la del Sol, té una massa de 50 masses solars. La seva temperatura superficial és variable; entre 1985 i 1990 era de 22.800 K, mentre que en el període 2000 - 2001 va descendir fins a 17.000 K. En ambdues èpoques també es van observar variacions tant en la velocitat del vent estel·lar com en el ritme de pèrdua de massa estel·lar; aquest va passar de 1,5 × 10-5 masses solars per any en 1985 - 1990 a 3,7 × 10-5 masses solars per any en 2000 - 2001.
Quant a la composició química, la superfície estel·lar d'AG de la Quilla mostra, d'una banda, «sobreabundància» d'heli, nitrogen i sodi, i, per una altra, baixos continguts relatius d'hidrogen, carboni i oxigen, indicant la presència de material provinent del cicle CNO. Els models d'evolució estel·lar indiquen que un estel amb una massa inicial de 85 masses solars aconsegueix el contingut d'heli que actualment té AG Carinae a una edat de 3 milions d'anys.

## Variabilitat
AG de la Quilla mostra variabilitat fotomètrica, espectroscòpica i polarimètrica en escales de temps que van de dies a dècades. D'acord al General Catalogue of Variable Stars (GCVS), la seva lluentor varia de manera irregular entre magnitud aparent +7,1 i +9,0.
En banda V s'han observat fluctuacions de 2,5 magnituds en períodes de 5-10 anys, atribuïdes a variabilitat de tipus S Doradus. Sobreposades a aquestes variacions existeixen fluctuacions entre 0,1 i 0,5 magnituds en una escala de temps de 371 dies, així com «microvariacions» fotomètriques.
Quant a la seva variabilitat espectroscòpica, durant els mínims en la corba de llum, AG Carinae és relativament calenta i té tipus espectral WN11. En els màxims de la corba de llum, l'estel és més fred i el seu espectre recorda al d'una hipergegant de tipus A.

## Nebulosa circumdant
AG de la Quilla està envoltada per una nebulosa bipolar formada per material procedent de les capes exteriors de l'estel, expulsat durant un període d'inestabilitat esdevingut fa menys de 10.000 anys. No se sap amb certesa si la nebulosa va ser creada en una única erupció geganta en aquesta època o si part d'ella es va formar en episodis anteriors. La nebulosa posseeix una enorme quantitat de pols —la massa de la qual és de 2,5 masses solars— amb una temperatura estimada entre 76 i 99 K; l'excés en l'infraroig llunyà suggereix la presència de grans grans d'1 μm. La massa total de la nebulosa pot aconseguir les 30 masses solars. L'estel apareix com una radiofont compacta al centre de la mateixa.